# Achyrospermum wallichianum
Achyrospermum wallichianum là một loài thực vật có hoa trong họ Hoa môi. Loài này được (Benth.) Benth. ex Hook.f. mô tả khoa học đầu tiên năm 1885.